# Jonai Bazar
Jonai Bazar là một thị trấn thống kê (census town) của quận Dhemaji thuộc bang Assam, Ấn Độ.

## Nhân khẩu
Theo điều tra dân số năm 2001 của Ấn Độ, Jonai Bazar có dân số 5172 người. Phái nam chiếm 53% tổng số dân và phái nữ chiếm 47%. Jonai Bazar có tỷ lệ 65% biết đọc biết viết, cao hơn tỷ lệ trung bình toàn quốc là 59,5%: tỷ lệ cho phái nam là 74%, và tỷ lệ cho phái nữ là 56%. Tại Jonai Bazar, 16% dân số nhỏ hơn 6 tuổi.